# Montmeló
Montmeló är en kommun (municipi) i grevskapet Vallès Oriental i provinsen Barcelona, Katalonien, Spanien. Befolkningen uppgick 2013 till 8 830 personer. Kommunens yta är 4,0 km².
I Montmeló ligger racingbanan Circuit de Catalunya.

## Bilder

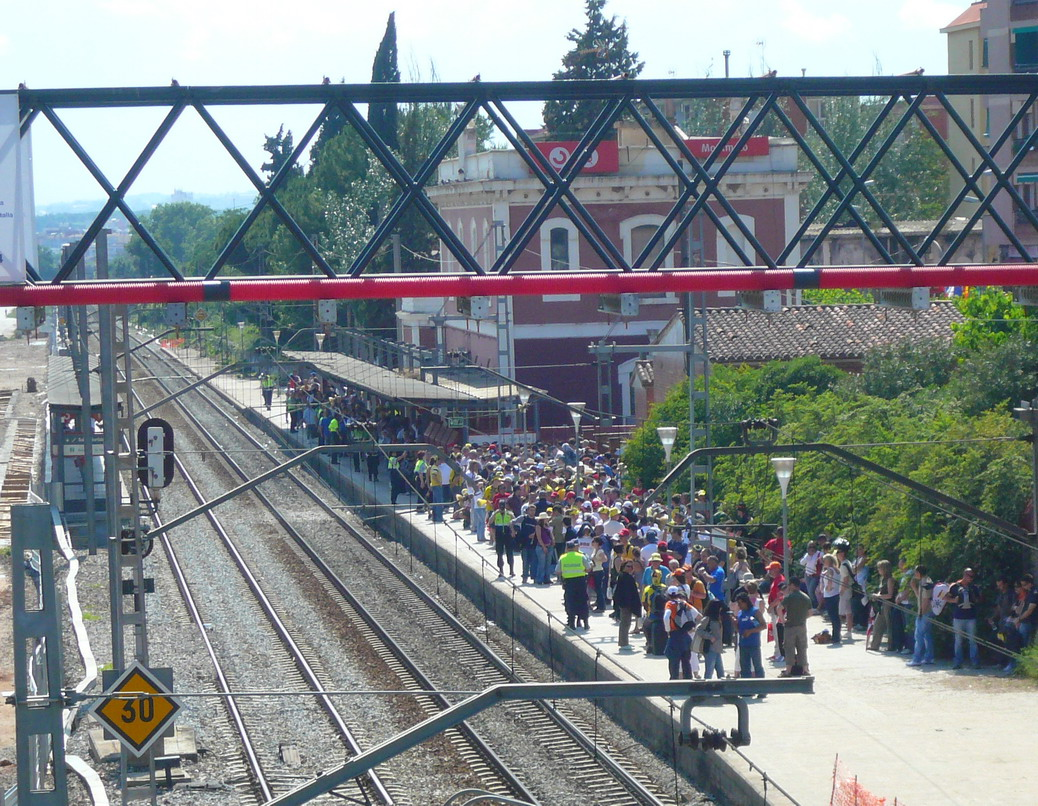
Järnvägsstationen.
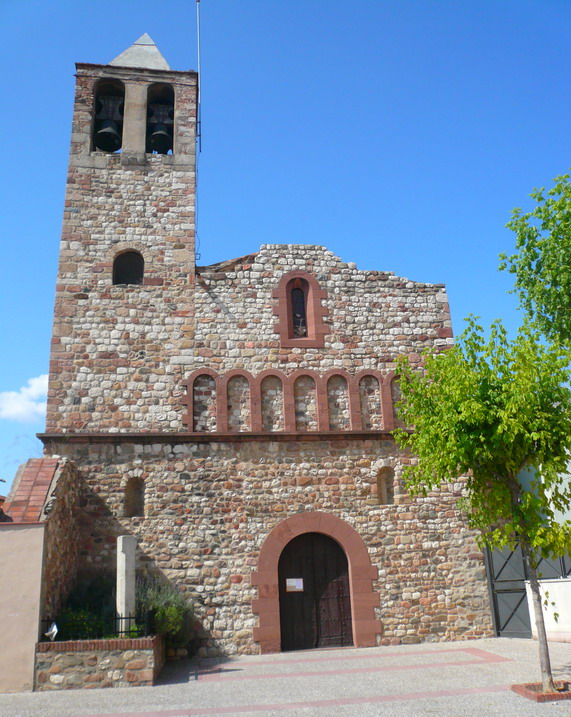
Kyrkan Santa Maria de Montmeló.